# بوب لوسون
بوب لوسون (بالإنجليزية: Bob Lawson)‏ هو لاعب كرة قاعدة أمريكي، ولد في 23 أغسطس 1875 في لينشبرغ في الولايات المتحدة، وتوفي في 28 أكتوبر 1952 في درم في الولايات المتحدة.